# برقرار
برقرار (به ترکمنی: Berkarar، برقارار) یک شهرک در ترکمنستان است که در ولایت مرو واقع شده‌است. برقرار ۱۹۶ متر بالاتر از سطح دریا واقع شده‌است.
برقرار، از سال ۱۹۴۷ میلادی، درجهٔ اداری «شهرک» داشته است. تا پیش از سال ۲۰۱۶ میلادی، نام این شهرک، راونینا (به ترکمنی: Rawnina، راونینا)(به روسی: Равнина)(واژه‌ای روسی به معنای «دشت») بود.